# Cordyligaster nyomula
Cordyligaster nyomula är en tvåvingeart som beskrevs av Townsend 1914. Cordyligaster nyomula ingår i släktet Cordyligaster och familjen parasitflugor.
Artens utbredningsområde är Peru. Inga underarter finns listade i Catalogue of Life.